# Botanický záliv

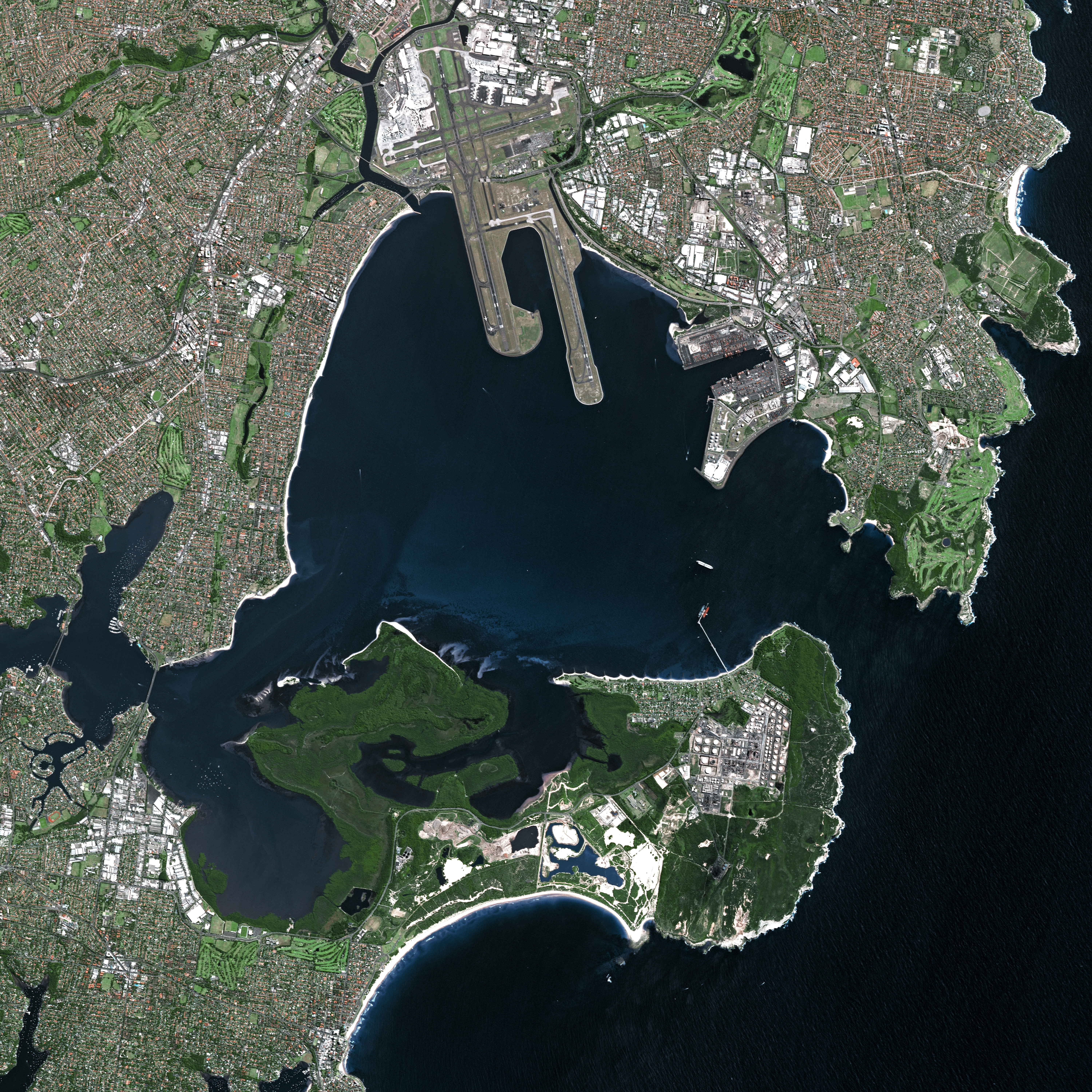
Satelitní snímek

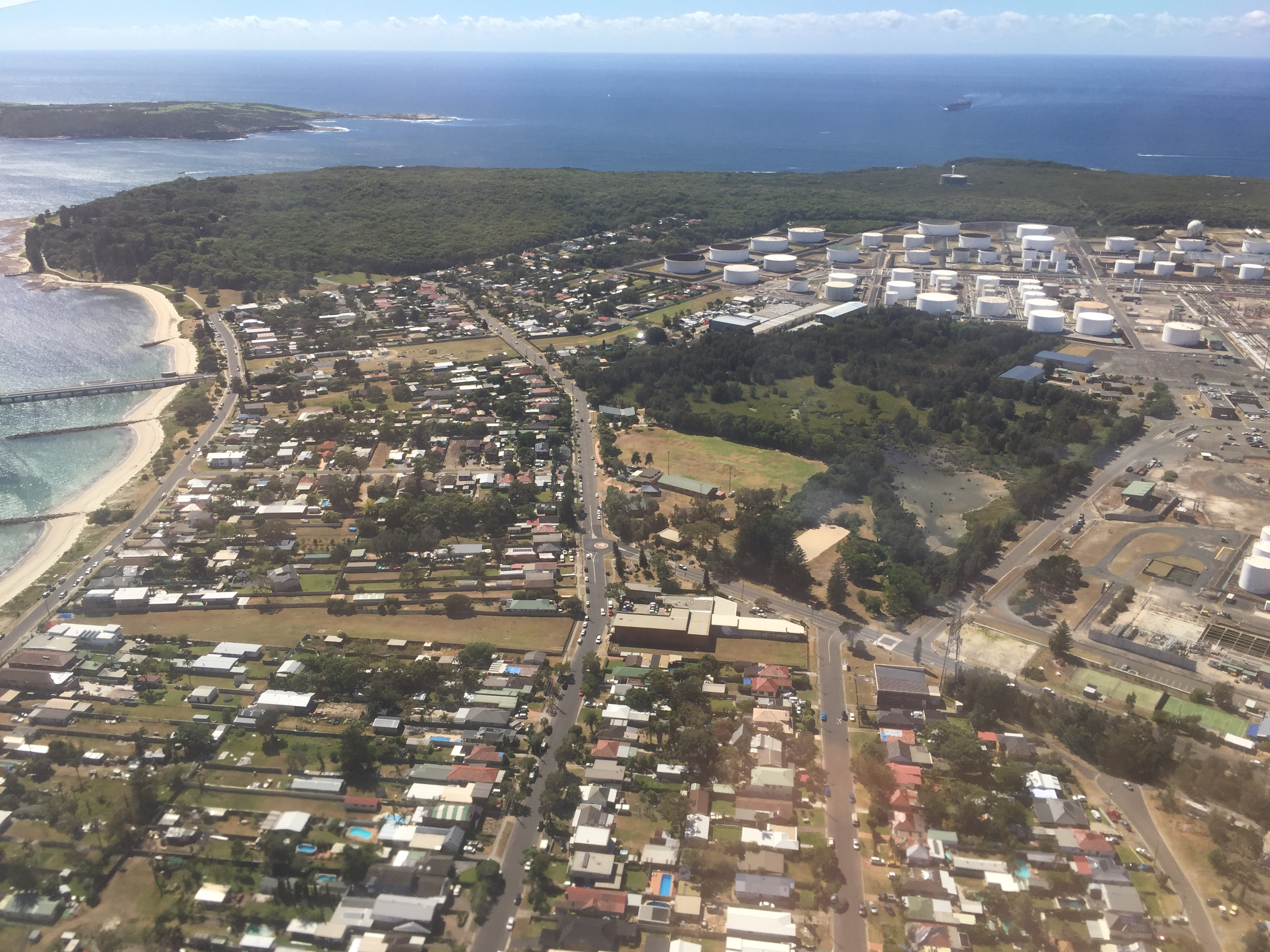
Letiště a další stavby okolo zátoky

Botanický záliv nebo Botanická zátoka (anglicky Botany Bay) je záliv Tasmanova moře na východním pobřeží Austrálie. Nachází se na jižním předměstí Sydney, na pobřeží bylo roku 1920 postaveno letiště Sydney, jehož ranveje zasahují do vod zálivu. Je dlouhý deset kilometrů a v ústí je široký okolo dvou kilometrů, celková rozloha činí 39,6 km², maximální hloubka je 31 metrů. Vlévají se do něj řeky Georges River a Cooks River.
Kraj okolo zátoky původně obývali domorodí Eorové. Kapitán James Cook s lodí HMS Endeavour zde 29. dubna 1770 přistál jako na prvním místě své výzkumné plavby podél australského pobřeží. Dal zálivu název Sting Ray Bay (Záliv rejnoků), později ho podle množství dosud neznámých rostlin, které v okolí nalezli členové jeho výpravy Joseph Banks a Daniel Solander, přejmenoval na Botanist Bay (Záliv botaniků), což se později zkrátilo na Botany Bay. V roce 1788 zde přistála První flota, skupina jedenácti lodí přivážejících první osadníky do nové britské kolonie (převážně trestance). Guvernér Arthur Phillip však poté kvůli bažinatému pobřeží rozhodl o přesunutí osady do severněji ležícího zálivu Port Jackson, kde nakonec vyrostlo město Sydney (i nadále se však pro australské trestanecké osady neoficiálně používalo označení Botany Bay). Osudy prvních přistěhovalců popisují písně „The Fields of Athenry“ a „Jim Jones at Botany Bay“ i americký film z roku 1953 Botany Bay s Jamesem Masonem a Alanem Laddem v hlavních rolích.
Na své poslední cestě roce 1788 zátoku navštívil francouzský cestovatel Jean-François de La Pérouse, po němž je pojmenován poloostrov uzavírající ze severu vstup do Botanického zálivu a také sydneyská čtvrť na něm ležící. Zachovaná část původního buše podél zálivu je chráněna jako národní park Kamay Botany Bay.
Typickým obyvatelem zálivu je řasovník protáhlý, Vyskytuje se zde také pyskoun Achoerodus viridis, oficiální ryba státu Nový Jižní Wales. Obyvatelé Sydney využívají záliv ke koupání, nachází se zde také kontejnerový přístav, stanice na odsolování mořské vody a ropná rafinerie, těží se písek.